# Hopkins & Allen
Hopkins & Allen Arms Company американська компанія з виробництва вогнепальної зброї яка розташована в Норвічі, штат Коннектикут, що була винайдена в 1868 році Чарльзом В. Аленом, Чарльзом А. Конверсом, Горацієм Бріггсом, Семюелем С. Гопкінсом і Чарльзом В. Гопкінсом. Брати Гопкінси керували повсякденною діяльністю компанії, поки вона не збанкрутувала в 1916 році, а потім була придбана компанією Marlin-Rockwell.

## Історія

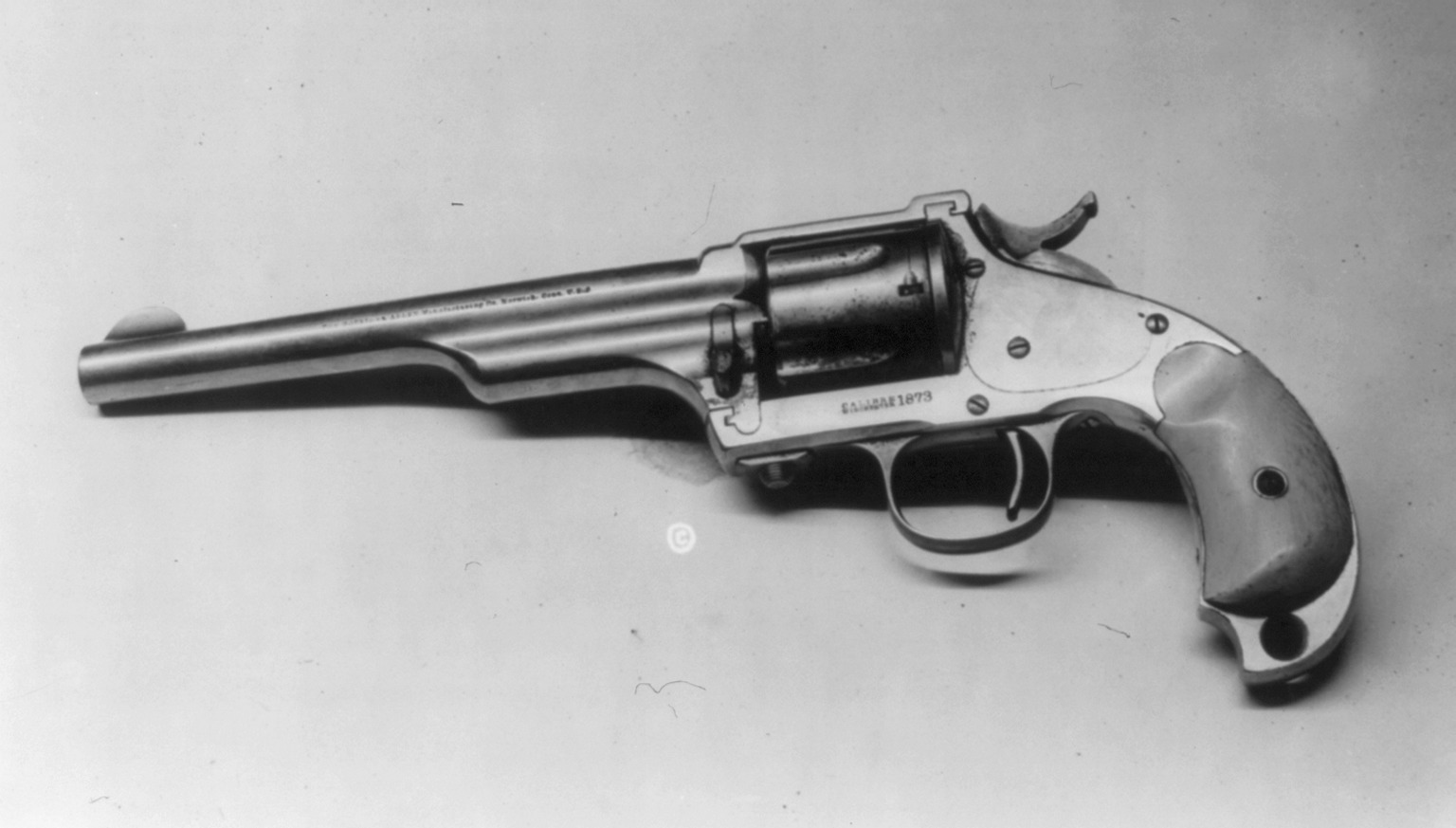
Револьвер Джессі Джеймса 44 калібру Hopkins & Allen pistol, модель 1873

Компанію Hopkins & Allen було створено в 1868 році виробником вогнепальної зброї Чарльзом В. Аленом, Чарльзом А. Конверсом, Горацієм Бріггсом, Семюелем С. Гопкінсом і Чарльзом В. Гопкінсом. В 1874 році Конверс продав свою частку в компанії братам Вільяму та Мілану Гульбертам, надавши Гульбертам 50% активів і капіталу компанії. Компанія стала ексклюзивним виробником револьверів Merwin Hulbert в результаті цього і збірка цих револьверів проводилася на окремій ділянці заводу. Після банкрутства братів Гульбертів в 1896 році, Hopkins & Allen збанкрутували в 1898 році. Підприємство було реорганізовано в Hopkins & Allen Arms Company, але втратила приміщення та обладнання під час пожежі в 1900 році. В 1905 році зі складу вкрали весь інвентар.

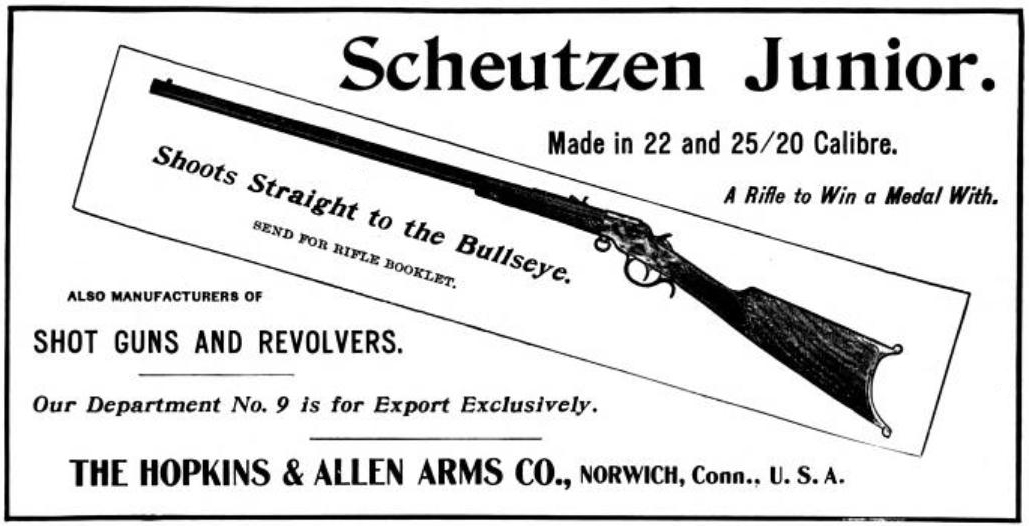
Hopkins & Allen Arms Co. - Норвіч, Коннектикут, 1904

В 1901 році фабрику було відбудовано і компанія Hopkins & Allen продовжила виробництво 40000 одиниць вогнепальної зброї на рік. В 1902 році компанія придбала Forehand Arms Company, для якої вона випускала револьвери за контрактом.
В 1915 році компанія почала готуватися для виробництва 400000 гвинтівок Lee-Enfield, але британці не дали грошей, а тому компанія не вклалася в термін виробництва до кінця року, що привело компанію до скрутного становища. В серпні того ж року компанія отримала контракт на виробництво приблизно 140000 гвинтівок Mauser модель 1889 та 10000 карабінів для бельгійської армії, але виявилося, що вони недооцінили собівартість виробництва під час європейської війни і занизили ціну (перші гвинтівки були випущені у вересні 1916 року, а до Бельгії потрапили лише в 1918 році). Хоча компанія продовжила виробництво зброї, вона не змогла відновитися фінансово і заявила про банкрутство в 1916 році, коли компанія Marlin-Rockwell придбала обладнання, інвентар та проекти в 1917 році.

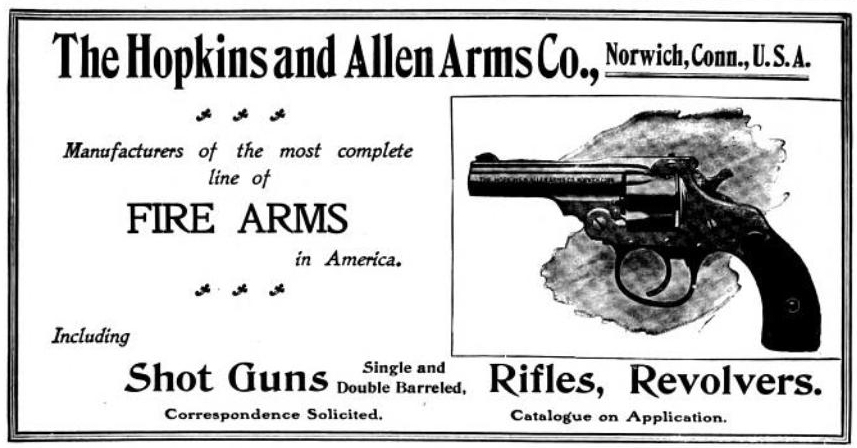
Hopkins & Allen Arms Co. - Дробвики, Гвинтівки та Револьвери - 1904

## Виробництво
Окрім револьверів Merwin Hulbert, компанія Hopkins & Allen випускала куркові револьвери одинарної дії під набої .22, .32 та .38 калібрів під торговими марками: ACME, American Eagle, Blue Jacket, Captain Jack, Chichester, Defender, Dictator, Imperial Arms Co., Monarch, Mountain Eagle, Ranger, Tower's Police Safety, Universal та XL, а пізніше моделі подвійної дії з переламною рамкою. Компанія Hopkins & Allen випускала контрактом револьвери для Forehand & Wadsworth, а також дробовики, гвинтівки та дерринджери для різних спортивних магазинів.